# Huang Huidan
Pour les articles homonymes, voir Huang.
Huang Huidan, née le 16 mai 1996 à Liuzhou, est une gymnaste artistique chinoise. 

## Palmarès

### Championnats du monde
- Nanning 2014
  -  médaille d'argent au concours par équipes
  -  médaille d'argent aux barres asymétriques
- Anvers 2013
  -  médaille d'or aux barres asymétriques

### Jeux asiatiques
- Incheon 2014
  -  médaille d'or au concours par équipes
  -  médaille d'argent aux barres asymétriques

### Championnats d'Asie
- Putian 2012
  -  médaille d'or au concours par équipes
  -  médaille d'argent aux barres asymétriques